# Pleurodema guayapae
Pleurodema guayapae és una espècie de granota que viu a l'Argentina i Bolívia.